# Selaginella novae-hollandiae
Selaginella novae-hollandiae là một loài dương xỉ trong họ Selaginellaceae. Loài này được Sw. Spring mô tả khoa học đầu tiên năm 1843.